# Piano rock
Il piano rock è un sottogenere della musica rock, molto incentrato sul pianoforte e su strumenti simili come i piani elettrici Fender Rhodes e Wurlitzer e il sintetizzatore.

## Storia
Nasce negli anni 1970. Mentre il rock classico combina chitarra, basso, batteria e voce (e anche tastiere, ma con un'importanza generalmente secondaria), il piano rock tende a privilegiare in maniera assoluta il ruolo del pianista o del tastierista. Esempio di Piano Rock può essere Don't Stop Me Now dei Queen. Tra pionieri del piano rock risalenti agli anni '50 si ricordano Fats Domino, Little Richard e Jerry Lee Lewis.
Gruppi moderni come gli Evanescence, Ben Folds Five, Keane, Coldplay, The Dresden Dolls e The Fray, ed artisti solisti come Elton John, Tori Amos, Fiona Apple, Christine Anderson, Rufus Wainwright, Billy Joel, The Format e Leon Russell, si sono molto spesso avvalsi di strumenti a tastiera nelle loro canzoni.
È possibile riferirsi al piano rock anche col nome di piano pop, sebbene secondo molti musicologi e critici musicali esso ne rappresenti l'unico sottogenere nato nella seconda metà degli anni '70 in America dalla fusione tra il sopracitato genere e il pop.